# Шубников, Лев Васильевич
Лев Васи́льевич Шу́бников (29 сентября 1901, Санкт-Петербург — 10 ноября 1937) — советский физик-экспериментатор, специалист в области физики низких температур, профессор, соавтор открытия «Эффект Шубникова — де Хааза».

## Биография
Лев Васильевич Шубников родился в Санкт-Петербурге в семье бухгалтера. Учился в одной из лучших петербургских гимназий (1911 − 1918). Осенью 1918 года поступил на математическое отделение физико-математического факультета Петроградского университета по специальности «физика». Поскольку оказался единственным студентом в наборе, слушал лекции с теми, кто поступил на год раньше − В. А. Фоком, А. Н. Терениным, С. Э. Фришем, Е. Ф. Гроссом, В. К. Прокофьевым, а затем и с теми, кто поступил на год позже, среди которых были О. Н. Трапезникова (в будущем жена Л. В. Шубникова) и А. В. Тиморева (впоследствии жена С. Э. Фриша). В 1919 году в числе «лаборантов при мастерских» зачислен в только что организованный Государственный оптический институт (ГОИ), где получил первые навыки научной работы.
В 1922 году перевёлся из университета в Петроградский политехнический институт, одновременно начал работать в Физико-техническом институте в лаборатории И. В. Обреимова, под руководством которого 7 июня 1926 года защитил диплом и в соавторстве с которым опубликовал свою первую статью. Разработанный ими метод выращивания крупных металлических монокристаллов получил в дальнейшем широкое распространение.
Осенью 1926 года выехал по рекомендации А. Ф. Иоффе в Нидерланды в лабораторию физики низких температур, основанную Камерлинг-Оннесом в 1894 году в Лейдене, где совместно с руководителем лаборатории профессором В. де Хаазом (W. J. de Haas) становится соавтором открытия эффекта Шубникова — де Хааза. В Лейдене Л. В. Шубников и ставшая к этому времени его женой (1925) и коллегой О. Н. Трапезникова сблизились с П. Эренфестом, Л. Д. Ландау, П. Л. Капицей.
После возвращения из Лейдена в 1930 году Л. В. Шубников принимает предложение И. В. Обреимова о переходе в Украинский Физико-технический институт (УФТИ, г. Харьков). С 1931 года до момента ареста — научный руководитель лаборатории низких температур УФТИ. Создал высококвалифицированный коллектив, организовал изготовление или приобретение самого современного по тем временам криогенного оборудования. В 1935 году возглавил кафедру физики твёрдого тела Харьковского университета. Приглашал для работы в лаборатории физиков из других городов и из-за границы.
Арестован 6 августа 1937 года (следственное дело № 9411) по делу «Катод-Кредо» (т. н. «дело УФТИ»). В вину было поставлено приглашение в институт якобы для шпионажа немецких учёных-эмигрантов, которых незадолго до его ареста выслали в Германию. Санкция на арест получена в Москве и передана 24 июля в 7 час. 26 мин. телеграммой из Киева в Харьков. 23 августа 1937 года Л. В. Шубникову было предъявлено обвинение по ст. 54-11, 54-6, 54-7 УК УССР. 15 октября 1937 года заместителем начальника Харьковского областного управления НКВД СССР Рейхманом и временно исполняющим должность облпрокурора Леоновым были подписаны обвинительные заключения на Л. В. Шубникова, Л. В. Розенкевича и В. С. Горского, в которых предлагалось отнести подсудимых к 1 категории − 10 лет заключения без права переписки, что на самом деле означало расстрел. Решение об их расстреле было принято 28 октября 1937 года наркомом внутренних дел Н. И. Ежовым и прокурором СССР А. Я. Вышинским. Л. В. Шубников был расстрелян 10 ноября 1937 года. Место гибели и захоронения тела не установлено.
31 августа 1937 года у О. Н. Трапезниковой родился сын − Михаил Львович Шубников. Из УФТИ ей пришлось уволиться. Последние работы с участием Л. В. Шубникова были опубликованы в 1938−1939 гг. без указания его фамилии. Полный список печатных трудов Л. В. Шубникова приведён в.
В 1956 году решением Военной коллегии Верховного суда (ВКВС) по протесту Генерального прокурора СССР постановление НКВД и Прокурора СССР в отношении Шубникова, Розенкевича и Горского было отменено и дело прекращено «за отсутствием состава преступления» (определение № 44-024554/56). Опубликованные документы содержат противоречие: дата этого решения 11 июня 1956, однако протест в ВКВС СССР со стороны генеральной прокуратуры был внесён 13 октября 1956 года. Дата гибели Л. В. Шубникова была сфальсифицирована — его вдове О. Н. Трапезниковой было сообщено, что он умер 8 ноября 1945 года. Подлинные обстоятельства и время смерти были открыты Управлением КГБ УССР только 4 июля 1991 года в ответ на обращение О. Н. Трапезниковой в Политбюро ЦК КПСС от 13 июня 1991 года.
Из характеристики Л. В. Шубникова, написанной Л. Д. Ландау для военного прокурора 15 августа 1956 года, когда готовилась реабилитация: «Лев Васильевич Шубников, несомненно, был один из крупнейших физиков, работавших в области низких температур не только у нас в Союзе, но и в мировом масштабе. Многие его работы до настоящего времени являются классическими. Говорить о его вредительской деятельности в области физики низких температур совершенно абсурдно, учитывая, что он как раз являлся одним из создателей этой области у нас. Его горячий патриотизм подчёркивается тем, что он добровольно бросил работу в Голландии для работы на Родине. Ущерб, нанесённый отечественной науке безвременной гибелью Л. В. Шубникова, трудно переоценить».

## Научная деятельность
Основные работы Л. В. Шубникова — получение жидкого водорода, азота и гелия, исследование сверхпроводимости, антиферромагнетизма, ядерного парамагнетизма твёрдого тела, взаимодействия нейтронов с атомными ядрами, фазовые переходы, техническая криогеника.